# Greifenhagen
Greifenhagen è una frazione della città tedesca di Arnstein, nella Sassonia-Anhalt.
Fino al 31 dicembre 2009 ha costituito un comune autonomo. A partire dal 1º gennaio 2010 si è unito ai comuni di Alterode, Bräunrode, Harkerode, Quenstedt, Stangerode, Sylda, Ulzigerode e Welbsleben e alla città di Sandersleben (Anhalt) per costituire la nuova città di Arnstein.